# Зульня
Зульня́ — річка в Україні, в межах Костопільського та Сарненського районів Рівненської області. Права притока Горині (басейн Дніпра).

## Опис
Довжина 40 км. Площа водозбірного басейну 315 км². Похил річки 0,5 м/км. Заплава заболочена, меліорована. Річище слабозвивисте, завширшки 8—10 м, подекуди випрямлене. Використовується як водоприймач меліоративної системи.

## Розташування
Зульня бере початок із заболоченого масиву біля села Пісків. Тече переважно на північ та північний захід. Впадає до Горині на захід від села Грушівки.

## Зульня в культурі
Російський письменник О. І. Купрін у своїй книзі «Конокради» описав річку Зульня такими словами: